# Эрци
Эрци́ (кит. упр. 二七, пиньинь Èrqī) — район городского подчинения городского округа Чжэнчжоу провинции Хэнань (КНР). Название района означает «7 февраля»; он назван в честь забастовки работников Цзинхайской железной дороги, состоявшейся 7 февраля 1923 года.

## История
С 1913 года эти места входили в состав уезда Чжэнсянь (郑县). В 1948 году было произведено разграничение: урбанизированная территория уезда была выделена в город Чжэнчжоу, а в составе уезда осталась только сельская местность. Территория города была разделена на четыре района, и эти места стали Районом № 2.
В 1955 году в целях увековечения памяти о забастовке работников Цзинхайской железной дороги, состоявшейся 7 февраля 1923 года, район был переименован в Эрци («2-7»).

## Административное деление
Район делится на 13 уличных комитетов, 1 посёлок и 1 волость.